# 코르넬리우스 판 빈커르쇠크

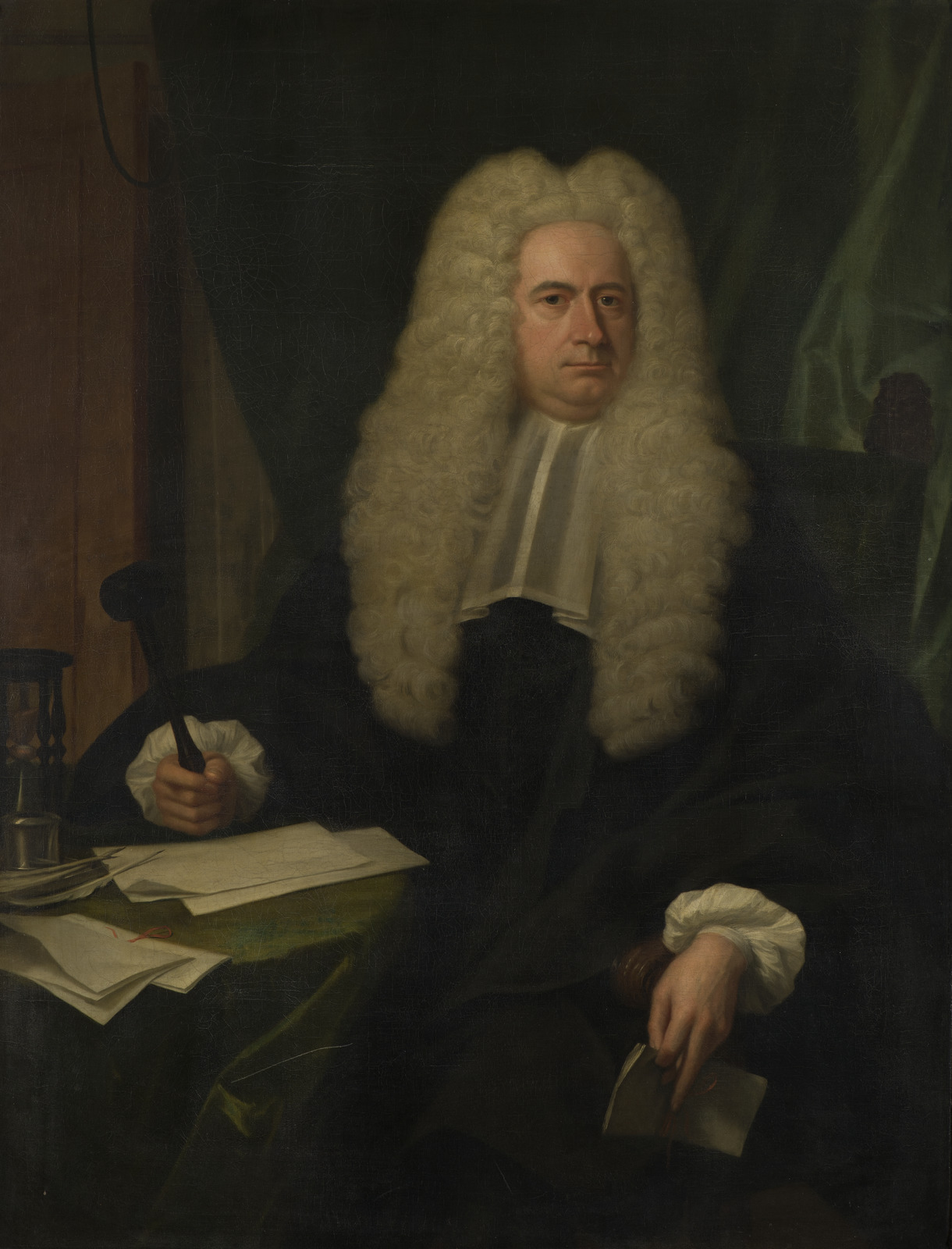

코르넬리우스 판 빈커르쇠크(Cornelius van Bynkershoek, 1673년 5월 29일 - 1743년 4월 16일 )는 네덜란드의 법학자이자 법 이론가이다.   그는 국제법의 발전에 기여하였으며, 해양법의 발전에도 기여하였다.  그는 후고 그로티우스의 생각을 실용적인 용어로 번역하여 해양법에서 '3해리 영해 원칙'을 최초로 체계화하였다.  즉, 국가의 영해는 해안선에서 3해리(약 5.6 km) 까지만 적용된다고 주장하였다.  이 원칙은 현대 국제법에서 영해의 개념으로 발전하여 유엔 해양법협에 영향을 미쳤다.